# 王安安
王安安（1962年—），湖南益阳人，汉族，中华人民共和国政治人物、第十一届全国人民代表大会湖南地区代表。
毕业于西安交通大学电子元件专业，担任湖南艾华科技集团总经理。2008年起担任全国人大代表。